# 基督教要义

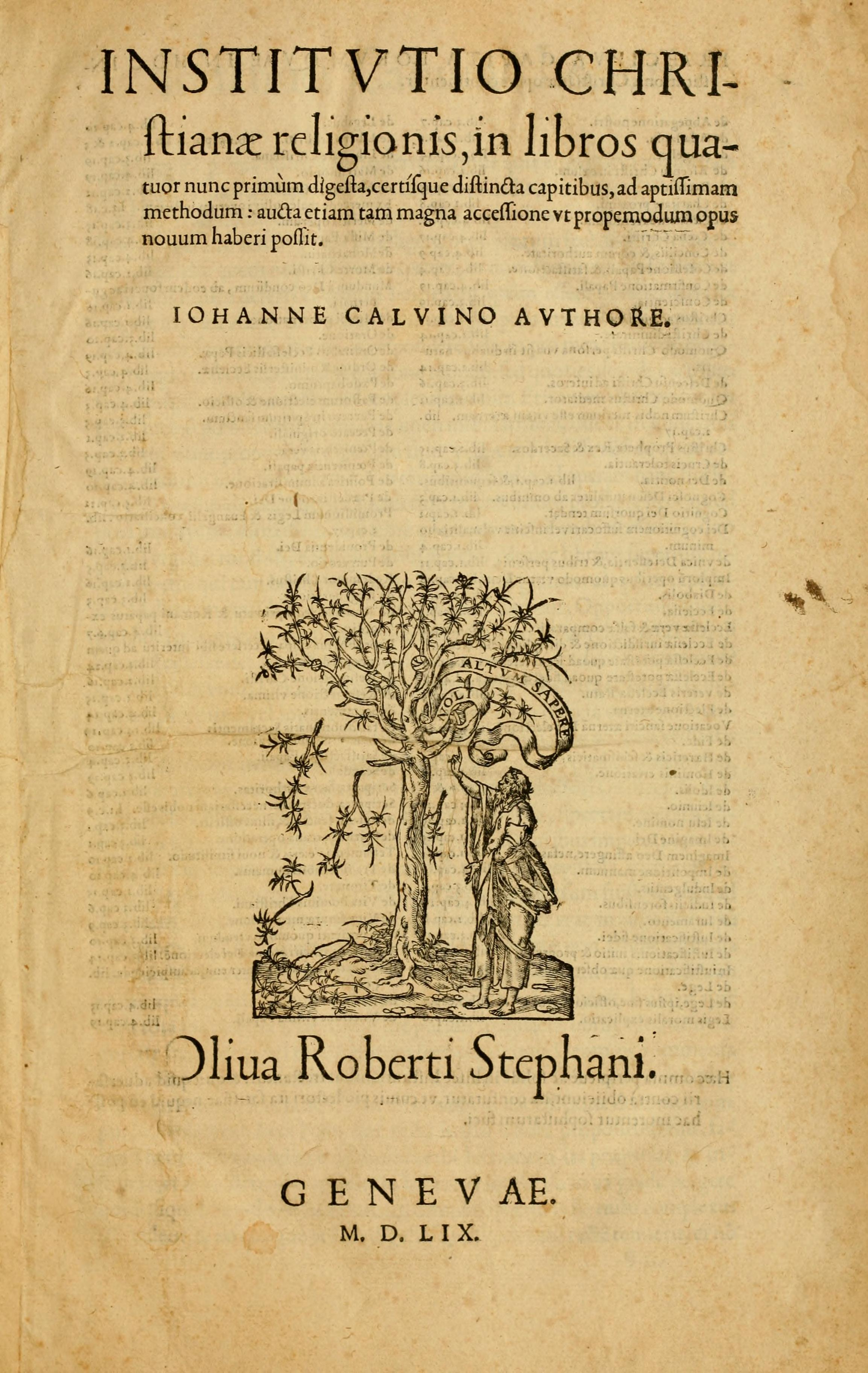
1559年版《基督教要义》的封面

《基督教要义》（法語：Institution de la religion chrétienne），又譯《基督教要旨》、基督教原理，是基督教加尔文派神學家约翰·加尔文关于新教系统神学的一本著作。这部作品在西方世界具有十分重大的影响力，并在世界上很多地方作为神学学者的必读书目。《基督教要义》最早于1536年以拉丁语出版，后来在1541年以作者本人的母语法语出版，并在1559年和1560年分别以拉丁语和法语形成最终版，其中拉丁语版共80章。
这部著作是针对那些具有对于神学基础知识有所掌握的人的一本关于新教理论的概论书籍，涵盖了从教会教条、圣礼到因信称义和基督徒自由等多方面的主题。它尖锐地批判了那些加尔文认为是异端的教条教理，尤其是加尔文自己在转向新教之前曾经笃信的天主教会。该书的一个突出主题——也是加尔文在神学理论方面的最伟大遗产——是“上帝完全主权”（total sovereignty）的观点，特别是它在拯救和神的拣选方面的内容。加尔文歸納聖經經文後指出了名聞千古的預選說，上帝已经对世人的命运與是否得救，做出了预定，且没有人能够改变其命运。
《基督教要义》被公认为归正宗神学理论系统的重要参考文献，而这种神学理论通常被称作加尔文主义。

## 历史
该书最初的版本出现在1536年，书中包含了一封加尔文站在法國新教胡格諾派立场给弗朗索瓦一世的信，说明当时法國的新教徒处于受迫害的境况。如今对该书的引用最多的版本是加尔文于1559年的拉丁文最终版，这一版本相对早期的版本进行了大量扩充与修订。加尔文在其一生当中总共写了5个拉丁文版本（分别在1536年，1539年，1543年，1550年和1559年完成）。1541年，他根据之前1539年的拉丁文本翻译出了第一个法语的译本，并指导、监督了其后三个法语译本的翻译。《基督教要义》的法语译本对法语的重要影响，并不逊于《钦定版圣经》对于英语的影响。该书的最终版本大约是第一版篇幅的五倍。
《基督教要义》出版发行的完整英语译本共有五种，其中四种翻译自拉丁语版本，另一种翻译自法语版本。其中第一个英语译本由英国宗教改革家托马斯·克兰麦的女婿托马斯·诺顿（Thomas Norton）于1561年完成。在十九世纪，出现过另外两种英语译本，分别由约翰·阿伦（John Allen）和亨利·贝弗里奇（在1813年和1845年完成。最后一个从拉丁语版本翻译的英语译本出现在1960年，由福特·刘易斯·巴特尔斯（Ford Lewis Battles）翻译、约翰·麦克内尔（John T. McNeill）编辑，这一版本最近被学术界认为是最具权威。另外，加尔文于1541年的法语版本在2009年又被埃尔斯·安·麦基（Elsie Anne McKee）翻译成英语。由于《基督教要义》篇幅较大，还出现了若干种删减版本。
班杰明·布雷金里奇·沃菲尔德（Benjamin Breckinridge Warfield，俗稱B. B.Warfield）曾经著有一关于《基督教要义》的各种语言（包括拉丁语、法语、希腊语等）版本的历史，发表在约翰·阿伦第七个美国译本中。

## 书名
这部著作的英语书名是，然而这并非原始拉丁文书名的最佳英语翻译。如果采用逐字翻译的办法，则书名应该类似这样的形式。
拉丁语词汇，有安排、习俗、介绍以及教育的意思。而英语词汇则表示基本原则或一个针对技术领域简明扼要的指导。或许，对书名这一部分的更好的翻译应当是（概论）或（教义问答）。这一看法在加尔文本人给弗朗索瓦一世的一封信的开头得到印证：“我的目的仅仅是提供一种基础知识，使得那些对宗教有兴趣的人能够真正虔诚地信仰。”
在加尔文所处的时代，拉丁语词汇的含义，也与现代意义的“宗教”有所不同。关于宗教系统或教派的观点在16世纪之末还不太完善、清晰，因为当时还只有一个被承认的基督教教会。词汇（字面上解释是“捆绑”）表示将人类与上帝团结起来的一种联系，正如僧侣誓约中的示例一样。这也是慈运理在1525年一书中使用这一词汇的原因。
短语在加尔文在其著作中推广之前还较为少见。他使用这个术语来避免指代一个具体的教派，而是指出虔诚信仰的内在感觉。这两个词语比译为更佳。
针对的译名，另一个更有助于理解的英文标题是，然而前一个书名已经被广泛认知，因而不太可能在通常以及学术场合中被其他用法取代。

## 内容
《基督教要义》的第一章或许是最为知名的。在这一章之中，加尔文展示了全书的基本脉络。全书讨论的主要内容有两项，即造物主（creator）和造物（creatures）。首先，该书关注了有关造物主，即上帝的知识，但是“由于神的完美在人的造就这件事上得到了最好的展现”（as it is in the creation of man that the divine perfections are best displayed），书中还包含了一部分讨论我们对人类自身的理解。毕竟，人类对于上帝的知识以及他对其所造之物的要求，是神学书籍的主要关注点。在第一章里，上述两个问题被一起讨论，作者以此展现上帝与人类（以及其他被造之物）的关系的重要程度，以及上帝的智能是人类远不可及的。
为了阐释上帝与人类的关系，加尔文采取了一种称作“教义问答”的西方传统写作结构。这种结构根据使徒信经来安排材料。首先，关于上帝的知识被看做是关于圣父、造物主、提供者和维持者的知识。然后，该书探讨了圣子如何显明圣父（然而只有上帝有能力彰显自己）。该书的第三部分则描述了圣灵的工作方式。圣灵使得基督由死复活，并从圣父和圣子中来到人的里面，来通过人们对耶稣基督、上帝永恒的信念达成教会的团结。最后，该书的第四部分讨论了基督教会，并展示了其如何实践上帝和圣经的事实，尤其是通过圣礼。这一部分同时还描述了教会的牧灵功能、世俗政府与宗教事务的联系，并包括了一段对于教皇职权（papacy）缺陷的长篇幅论述。